# Dumont (Minnesota)
Dumont ist eine Kleinstadt (mit dem Status „City“) im Traverse County im US-amerikanischen Bundesstaat Minnesota. Das U.S. Census Bureau hat bei der Volkszählung 2020 eine Einwohnerzahl von 75 ermittelt.

## Geografie
Dumont liegt im Westen Minnesotas auf 45°42′57″ nördlicher Breite und 96°25′33″ westlicher Länge. Der Ort erstreckt sich über eine Fläche von 1,17 km². 
Benachbarte Orte von Dumont sind Herman (31,7 km ostnordöstlich), Johnson (26,9 km südöstlich), Graceville (16,6 km südlich) und Wheaton (11,5 km nordwestlich). 
Die nächstgelegenen größeren Städte sind Fargo in North Dakota (140 km nördlich), Duluth am Oberen See (436 km ostnordöstlich), Minneapolis (296 km ostsüdöstlich), Minnesotas Hauptstadt Saint Paul (315 km in der gleichen Richtung) und Sioux Falls in South Dakota (268 km südlich).

## Verkehr
Der U.S. Highway 75 verläuft in Nord-Süd-Richtung durch Dumont. Alle weiteren Straßen sind untergeordnete Landstraßen, teils unbefestigte Fahrwege sowie innerörtliche Verbindungsstraßen.
Mit dem Wheaton Municipal Airport befindet sich 16,4 km nordwestlich ein kleiner Flugplatz. Die nächsten größeren Flughäfen sind der Hector Regional Airport in Fargo (150 km nördlich), der Sioux Falls Regional Airport (262 km südlich) und der Minneapolis-Saint Paul International Airport (316 km ostsüdöstlich).

## Demografische Daten
Nach der Volkszählung im Jahr 2010 lebten in Dumont 100 Menschen in 50 Haushalten. Die Bevölkerungsdichte betrug 85,5 Einwohner pro Quadratkilometer. In den 50 Haushalten lebten statistisch je 2 Personen. 
Ethnisch betrachtet bestand die Bevölkerung mit einer Ausnahme nur aus Weißen. Unabhängig von der ethnischen Zugehörigkeit waren 3 Prozent (drei Personen) der Bevölkerung spanischer oder lateinamerikanischer Abstammung. 
16 Prozent der Bevölkerung waren unter 18 Jahre alt, 59 Prozent waren zwischen 18 und 64 und 25 Prozent waren 65 Jahre oder älter. 49 Prozent der Bevölkerung war weiblich.

Das mittlere jährliche Einkommen eines Haushalts lag bei 74.375 USD. Das Pro-Kopf-Einkommen betrug 47.118 USD. 6 Prozent der Einwohner lebten unterhalb der Armutsgrenze.